# Liga Desafío de la AFC 2024-25
La Liga Desafío de la AFC fue la edición inaugural de la tercera competición más importante de clubes en Asia, ocupando el lugar de la Copa Presidente de la AFC. El torneo se reintrodució con un nuevo nombre (AFC Challenge League) y un formato renovado. El torneo es organizado por la Confederación Asiática de Fútbol y contó con 20 equipos.
FK Arkadag fue el campeón por primera vez y se aseguró un lugar en la fase de grupos de la Liga de Campeones 2 de la AFC 2025-26

## Cupos por asociación
| Zona Oeste | Zona Oeste | Zona Oeste                           | Zona Oeste | Zona Oeste | Zona Oeste |
| Ranking    | Ranking    | Asociación                           | Puntos     | Cupos      | Cupos      |
| Zona       | AFC        | Asociación                           | Puntos     | Principal  | Preliminar |
| ---------- | ---------- | ------------------------------------ | ---------- | ---------- | ---------- |
| -          | -          | Eliminados de la Liga de Campeones 2 | -          | 2          | -          |
| 11         | 19         | Kuwait                               | 20.069     | 1          | -          |
| 12         | 20         | Turkmenistán                         | 19.464     | 1          | -          |
| 13         | 22         | Líbano                               | 17.761     | 1          | -          |
| 14         | 23         | Siria                                | 17.613     | -          | 1          |
| 15         | 27         | Bangladés                            | 14.121     | -          | 1          |
| 16         | 28         | Omán                                 | 12.453     | -          | 1          |
| 17         | 29         | Maldivas                             | 9.467      | -          | 1          |
| 18         | 31         | Palestina                            | 5.760      | -          | 1          |
| 19         | 33         | Kirguistán                           | 4.308      | -          | 1          |
| 20         | 37         | Nepal                                | 0.813      | -          | 1          |
| 21         | 38         | Sri Lanka                            | 0.630      | -          | 1          |
| 22         | 39         | Bután                                | 0.465      | -          | 1          |
| 23         | 41         | Afganistán                           | 0.090      | -          | 1          |
| 24         | 42         | Pakistán                             | 0.000      | -          | 1          |
| 24         | 42         | Yemen                                | 0.000      | -          | 1          |
| Zona Este  |            |                                      |            |            |            |
| Ranking    | Ranking    | Asociación                           | Puntos     | Cupos      | Cupos      |
| Zona       | AFC        | Asociación                           | Puntos     | Principal  | Preliminar |
| -          | -          | Eliminados de la Liga de Campeones 2 | -          | 2          | -          |
| 11         | 25         | Corea del Norte                      | 16.117     | -          | 1          |
| 12         | 26         | Indonesia                            | 15.083     | -          | 1          |
| 13         | 30         | Birmania                             | 8.287      | -          | 1          |
| 14         | 32         | Camboya                              | 5.455      | -          | 1          |
| 15         | 34         | Macao                                | 2.800      | -          | 1          |
| 16         | 35         | China Taipéi                         | 2.067      | -          | 1          |
| 17         | 36         | Laos                                 | 1.362      | -          | 1          |
| 18         | 40         | Mongolia                             | 0.250      | -          | 1          |
| 19         | 42         | Brunéi Darussalam                    | 0.000      | -          | 1          |
| 19         | 42         | Guam                                 | 0.000      | -          | 1          |
| 19         | 42         | Islas Marianas del Norte             | 0.000      | -          | 1          |
| 19         | 42         | Timor Oriental                       | 0.000      | -          | 1          |

## Equipos participantes

### Zona Oeste
| Club               | Método de clasificación                                                      | T. D. (U. A.)  |
| Fase de grupos     | Fase de grupos                                                               | Fase de grupos |
| ------------------ | ---------------------------------------------------------------------------- | -------------- |
| East Bengal        | Eliminados de la fase preliminar de la Liga de Campeones 2 de la AFC 2024-25 | 1.ª            |
| Al-Ahli Manama     | Eliminados de la fase preliminar de la Liga de Campeones 2 de la AFC 2024-25 | 1.ª            |
| Al-Arabi SC        | Campeón de la Copa del Emir de Kuwait 2023-24                                | 1.ª            |
| Arkadag            | Campeón de la Copa de Turkmenistán 2023                                      | 1.ª            |
| Nejmeh SC          | Campeón de la Primera División de Líbano 2023-24                             | 1.ª            |
| Al-Fotuwa          | Campeón de la Liga Premier de Siria 2023-24                                  | 1.ª            |
| Bashundhara Kings  | Campeón de la Liga Premier de Bangladés 2023-24                              | 1.ª            |
| Al-Seeb            | Campeón de la Liga Profesional de Omán 2023-24                               | 1.ª            |
| Maziya SRC         | Campeón de la Liga Premier de Maldivas 2023-24                               | 1.ª            |
| Hilal Al-Quds      | Campeón de la Liga Premier de Cisjordania 2023-24                            | 2.ª (2013)     |
| Fase preliminar    |                                                                              |                |
| Abdish-Ata Kant    | Campeón de la Liga Premier de Kirguistán 2023                                | 1.ª            |
| Church Boys United | Campeón de la Liga de Fútbol de Nepal 2023-24                                | 1.ª            |
| Paro FC            | Campeón de la Liga Nacional de Bután 2023                                    | 1.ª            |
| Attack Energy SC   | Campeón de la Liga Premier de Afganistán 2023                                | 1.ª            |

### Zona Este
| Club            | Método de clasificación                             | T. D. (U. A.)  |
| Fase de grupos  | Fase de grupos                                      | Fase de grupos |
| --------------- | --------------------------------------------------- | -------------- |
| Madura United   | Subcampeón de la Liga 1 de Indonesia 2023-24        | Por definir    |
| Shan United     | Campeón de la Liga Nacional de Birmania 2023        | Por definir    |
| PKR Svay Rieng  | Campeón de la Liga Premier de Camboya 2023-24       | Por definir    |
| Tainan City     | Campeón de la Liga Premier de Fútbol de Taiwán 2023 | Por definir    |
| Young Elephants | Campeón de la Liga Premier de Laos 2023             | Por definir    |
| SP Falcons      | Campeón de la Liga de Fútbol de Mongolia 2023-24    | Por definir    |

## Calendario
| Fase              | Fecha            | Sorteo               | Ida                      | Vuelta                   |
| ----------------- | ---------------- | -------------------- | ------------------------ | ------------------------ |
| Etapa preliminar  | Etapa preliminar | Por definir          | 13 de agosto de 2024     | 13 de agosto de 2024     |
| Fase de grupos    | Jornada 1        | 22 de agosto de 2024 | 26-27 de octubre de 2024 | 26-27 de octubre de 2024 |
| Fase de grupos    | Jornada 2        | 22 de agosto de 2024 | 29-30 de octubre de 2024 | 29-30 de octubre de 2024 |
| Fase de grupos    | Jornada 3        | 22 de agosto de 2024 | 1-2 de noviembre de 2024 | 1-2 de noviembre de 2024 |
| Fase eliminatoria | Cuartos de final | 12 de diciembre      | 5-6 de marzo de 2025     | 12-13 de marzo de 2025   |
| Fase eliminatoria | Semifinales      | 12 de diciembre      | 9-10 de abril de 2025    | 16-17 de abril de 2025   |
| Fase eliminatoria | Final            | 12 de diciembre      | 10 de mayo de 2025       | 10 de mayo de 2025       |

## Etapa preliminar
La fase preliminar se determinó en función de la clasificación de cada equipo y su posición en la federación. El equipo de la federación mejor clasificado fue el anfitrión del partido. El dúo ganador se unirá a los 16 equipos que se han clasificado directamente para la nueva competición continental masculina de tercer nivel, que se jugará entre octubre de 2024 y mayo de 2025.
| Equipo 1           | Resultado | Equipo 2      |
| ------------------ | --------- | ------------- |
| Abdish-Ata Kant    | 2–0       | Attack Energy |
| Church Boys United | 1–2       | Paro          |

### Encuentros
Church Boys United – Paro
| 13 de agosto de 2024 | Church Boys United | 1:2     | Paro                       | Estadio Dasarath Rangasala, Katmandú                       |                                                            |
| 18:00 (UTC+05:45)    | - Limbu 38'        | Reporte | - Wangchuk 40' - Opoku 67' | Asistencia: 9.873 espectadores Árbitro(s): Thoriq Alkatiri | Asistencia: 9.873 espectadores Árbitro(s): Thoriq Alkatiri |

Abdish-Ata Kant – Attack Energy
| 13 de agosto de 2024 | Abdish-Ata Kant                   | 2:0     | Attack Energy | Estadio Kurmanbek, Jalal-Abad                           |                                                         |
| 20:00 (UTC+06:00)    | - Dzhumashev 11' - Zhyrgalbek 52' | Reporte |               | Asistencia: 955 espectadores Árbitro(s): Wiwat Jumpaoon | Asistencia: 955 espectadores Árbitro(s): Wiwat Jumpaoon |

## Sorteo
El sorteo se realizó el 22 de agosto de 2024 en la AFC House en Kuala Lumpur, Malasia.

## Fase de grupos
En el sorteo de la fase de grupos los 18 equipos fueron sorteados en cinco grupos: tres compuestos por cuatro equipos del Oeste cada uno (Grupos A–C) y dos con tres equipos del Este cada uno (Grupos D–E). Los equipos fueron sembrados en bombos: cuatro bombos para la región Oeste y tres bombos para la región Este, y sorteados en las posiciones relevantes dentro de cada grupo, en función de su clasificación de asociación. Los equipos de la misma asociación no podían ser sorteados en el mismo grupo.
Los ganadores de grupo y el mejor segundo de los Grupos A, B y C acceden a los cuartos de final. También clasifican para los cuartos de final, los ganadores de los grupos D y E y quienes ocupen los segundos lugares de los Grupos D y E.

### Región Oeste

#### Grupo A
| Pos. | Equipo            | Pts. | PJ | G | E | P | GF | GC | Dif. | Clasificación                     |     | EBG | NEJ | PFC | BAS |
| ---- | ----------------- | ---- | -- | - | - | - | -- | -- | ---- | --------------------------------- | --- | --- | --- | --- | --- |
| 1    | East Bengal       | 7    | 3  | 2 | 1 | 0 | 9  | 4  | +5   | Avanza a Cuartos de final         |     | —   | 3–2 | 2–2 |     |
| 2    | Nejmeh            | 6    | 3  | 2 | 0 | 1 | 5  | 4  | +1   | Posible avance a Cuartos de final |     |     | —   |     | 1–0 |
| 3    | Paro              | 4    | 3  | 1 | 1 | 1 | 5  | 5  | 0    |                                   |     |     | 1–2 | —   |     |
| 4    | Bashundhara Kings | 0    | 3  | 0 | 0 | 3 | 1  | 7  | −6   |                                   | 0–4 |     | 1–2 | —   |     |

 Fuente: AFC
| 26 de octubre de 2024 | East Bengal | 2:2     | Paro | Changlimithang Stadium, Thimphu |                               |
| 17:00 UTC+06:00       |             | Reporte |      | Árbitro(s): Mohammad Ghabayen   | Árbitro(s): Mohammad Ghabayen |

| 26 de octubre de 2024 | Nejmeh | 1:0     | Bashundhara Kings | Changlimithang Stadium, Thimphu |                          |
| 21:00 UTC+06:00       |        | Reporte |                   | Árbitro(s): Jin Jingyuan        | Árbitro(s): Jin Jingyuan |

| 29 de octubre de 2024 | Paro | 1:2     | Nejmeh | Changlimithang Stadium, Thimphu |                            |
| 17:00 UTC+06:00       |      | Reporte |        | Árbitro(s): Resul Mammedov      | Árbitro(s): Resul Mammedov |

| 29 de octubre de 2024 | Bashundhara Kings | 0:4     | East Bengal | Changlimithang Stadium, Thimphu |                            |
| 21:00 UTC+06:00       |                   | Reporte |             | Árbitro(s): Mohammad Deham      | Árbitro(s): Mohammad Deham |

| 1 de noviembre de 2024 | East Bengal | 3:2     | Nejmeh | Changlimithang Stadium, Thimphu  |                                  |
| 16:00 UTC+06:00        |             | Reporte |        | Árbitro(s): Songkran Bunmeekiart | Árbitro(s): Songkran Bunmeekiart |

| 1 de noviembre de 2024 | Bashundhara Kings | 1:2     | Paro | Changlimithang Stadium, Thimphu            |                                            |
| 21:00 UTC+06:00        |                   | Reporte |      | Árbitro(s): Mohammad Mofeed Naser Ghabayen | Árbitro(s): Mohammad Mofeed Naser Ghabayen |

#### Grupo B
| Pos. | Equipo          | Pts. | PJ | G | E | P | GF | GC | Dif. | Clasificación                     |  | AKG | AAK | ABD | MAZ |
| ---- | --------------- | ---- | -- | - | - | - | -- | -- | ---- | --------------------------------- |  | --- | --- | --- | --- |
| 1    | Arkadag         | 6    | 3  | 2 | 0 | 1 | 6  | 4  | +2   | Avanza a Cuartos de final         |  | —   |     |     | 2–1 |
| 2    | Al-Arabi        | 6    | 3  | 2 | 0 | 1 | 5  | 3  | +2   | Posible avance a Cuartos de final |  | 3–2 | —   | 0–1 |     |
| 3    | Abdysh-Ata Kant | 6    | 3  | 2 | 0 | 1 | 4  | 2  | +2   |                                   |  | 0–2 |     | —   |     |
| 4    | Maziya          | 0    | 3  | 0 | 0 | 3 | 1  | 7  | −6   |                                   |  | 0–2 | 0–3 | —   |     |

 Fuente: AFC
| 26 de octubre de 2024 | Al Arabi | 0:1     | Abdysh-Ata Kant | Al Kuwait Sports Club Stadium, Kuwait City |                             |
| 17:30 UTC+03:00       |          | Reporte |                 | Árbitro(s): Hiroki Kasahara                | Árbitro(s): Hiroki Kasahara |

| 26 de octubre de 2024 | Arkadag | 2:1     | Maziya | Al Kuwait Sports Club Stadium, Kuwait City |                                    |
| 21:30 UTC+03:00       |         | Reporte |        | Árbitro(s): Ramachandran Venkatesh         | Árbitro(s): Ramachandran Venkatesh |

| 29 de octubre de 2024 | Abdysh-Ata Kant | 0:2     | Arkadag | Al Kuwait Sports Club Stadium, Kuwait City |                              |
| 17:30 UTC+03:00       |                 | Reporte |         | Árbitro(s): Yahya Al Balushi               | Árbitro(s): Yahya Al Balushi |

| 29 de octubre de 2024 | Maziya | 0:2     | Al Arabi | Al Kuwait Sports Club Stadium, Kuwait City |  |
| 21:30 UTC+03:00       |        | Reporte |          |                                            |  |

| 1 de noviembre de 2024 | Al Arabi | 3:2     | Arkadag | Al Kuwait Sports Club Stadium, Kuwait City |                             |
| 17:30 UTC+03:00        |          | Reporte |         | Árbitro(s): Hiroki Kasahara                | Árbitro(s): Hiroki Kasahara |

| 1 de noviembre de 2024 | Maziya | 0:3     | Abdysh-Ata Kant | Al Kuwait Sports Club Stadium, Kuwait City |                        |
| 21:30 UTC+03:00        |        | Reporte |                 | Árbitro(s): Muath Owfi                     | Árbitro(s): Muath Owfi |

#### Grupo C
| Pos. | Equipo        | Pts. | PJ | G | E | P | GF | GC | Dif. | Clasificación                     |  | ASB | AAM | AFT | HAQ |
| ---- | ------------- | ---- | -- | - | - | - | -- | -- | ---- | --------------------------------- |  | --- | --- | --- | --- |
| 1    | Al-Seeb       | 9    | 3  | 3 | 0 | 0 | 9  | 0  | +9   | Avanza a Cuartos de final         |  | —   | 1–0 |     | 3–0 |
| 2    | Al-Ahli Club  | 2    | 3  | 0 | 2 | 1 | 1  | 2  | −1   | Posible avance a Cuartos de final |  |     | —   | 1–1 | 0–0 |
| 3    | Al-Fotuwa     | 2    | 3  | 0 | 2 | 1 | 1  | 6  | −5   |                                   |  | 0–5 |     | —   |     |
| 4    | Hilal Al-Quds | 2    | 3  | 0 | 2 | 1 | 0  | 3  | −3   |                                   |  |     | 0–0 | —   |     |

 Fuente: AFC
| 26 de octubre de 2024 | Al-Ahli Club | 0:0     | Hilal Al-Quds | Al-Seeb Stadium, Mascate |  |
|                       |              | Reporte |               |                          |  |

| 26 de octubre de 2024 | Al-Fotuwa | 0:5     | Al-Seeb | Al-Seeb Stadium, Mascate |  |
|                       |           | Reporte |         |                          |  |

| 29 de octubre de 2024 | Hilal Al-Quds | 0:0     | Al-Fotuwa | Al-Seeb Stadium, Mascate |  |
|                       |               | Reporte |           |                          |  |

| 29 de octubre de 2024 | Al-Seeb | 1:0     | Al-Ahli Club | Al-Seeb Stadium, Mascate |  |
|                       |         | Reporte |              |                          |  |

| 1 de noviembre de 2024 | Al-Ahli Club | 1:1     | Al-Fotuwa | Al-Seeb Stadium, Mascate |  |
|                        |              | Reporte |           |                          |  |

| 1 de noviembre de 2024 | Al-Seeb | 3:0     | Hilal Al-Quds | Al-Seeb Stadium, Mascate |  |
|                        |         | Reporte |               |                          |  |

#### Mejor segundo Región Oeste
| Pos. | Grupo | Equipo       | PJ | PG | PE | PP | GF | GC | DG | Pts | Situación                 |
| ---- | ----- | ------------ | -- | -- | -- | -- | -- | -- | -- | --- | ------------------------- |
| 1    | A     | Al-Arabi     | 3  | 2  | 0  | 1  | 5  | 3  | 2  | 6   | Avanza a cuartos de final |
| 2    | B     | Nejmeh       | 3  | 2  | 0  | 1  | 5  | 4  | 1  | 6   |                           |
| 3    | C     | Al-Ahli Club | 3  | 0  | 2  | 1  | 1  | 2  | -1 | 2   |                           |

### Región Este

#### Grupo D
| Pos. | Equipo          | Pts. | PJ | G | E | P | GF | GC | Dif. | Clasificación             |  | SNU | TNC | YEP |
| ---- | --------------- | ---- | -- | - | - | - | -- | -- | ---- | ------------------------- |  | --- | --- | --- |
| 1    | Shan United     | 4    | 2  | 1 | 1 | 0 | 4  | 2  | +2   | Avanza a Cuartos de final |  | —   | 2–2 |     |
| 2    | Tainan Steel    | 4    | 2  | 1 | 1 | 0 | 5  | 4  | +1   | Avanza a Cuartos de final |  |     | —   | 3–2 |
| 3    | Young Elephants | 0    | 2  | 0 | 0 | 2 | 2  | 5  | −3   |                           |  | 0–2 |     | —   |

 Fuente: AFC
| 27 de octubre de 2024 | Young Elephants | 0:2     | Shan United | Thuwunna Stadium, Rangún |  |
|                       |                 | Reporte |             |                          |  |

| 30 de octubre de 2024 | Tainan Steel | 3:2     | Young Elephants | Thuwunna Stadium, Rangún |  |
|                       |              | Reporte |                 |                          |  |

| 2 de noviembre de 2024 | Shan United | 2:2     | Tainan Steel | Thuwunna Stadium, Rangún |  |
|                        |             | Reporte |              |                          |  |

#### Grupo E
| Pos. | Equipo                      | Pts. | PJ | G | E | P | GF | GC | Dif. | Clasificación             |  | MDU | PRR | SPF |
| ---- | --------------------------- | ---- | -- | - | - | - | -- | -- | ---- | ------------------------- |  | --- | --- | --- |
| 1    | Madura United               | 4    | 2  | 1 | 1 | 0 | 2  | 1  | +1   | Avanza a Cuartos de final |  | —   | 2–1 |     |
| 2    | Preah Khan Reach Svay Rieng | 3    | 2  | 1 | 0 | 1 | 3  | 3  | 0    | Avanza a Cuartos de final |  |     | —   | 2–1 |
| 3    | SP Falcons                  | 1    | 2  | 0 | 1 | 1 | 1  | 2  | −1   |                           |  | 0–0 |     | —   |

 Fuente: AFC
| 27 de octubre de 2024 | SP Falcons | 0:0     | Madura United | MFF Football Centre, Ulaanbaatar |  |
|                       |            | Reporte |               |                                  |  |

| 30 de octubre de 2024 | Preah Khan Reach Svay Rieng | 2:1     | SP Falcons | MFF Football Centre, Ulaanbaatar |  |
|                       |                             | Reporte |            |                                  |  |

| 2 de noviembre de 2024 | Madura United | 2:1     | Preah Khan Reach Svay Rieng | MFF Football Centre, Ulaanbaatar |  |
|                        |               | Reporte |                             |                                  |  |

## Cuadro de desarrollo
|  | Cuartos de final | Cuartos de final | Cuartos de final | Cuartos de final |   |                | Semifinales | Semifinales | Semifinales | Semifinales |  |                | Final | Final |  |
|  |                  |                  |                  |                  |   |                |             |             |             |             |  |                |       |       |  |
|  |                  |                  |                  |                  |   |                |             |             |             |             |  |                |       |       |  |
|  | PKR Svay Rieng   | 6                | 1                | 7                |   |                |             |             |             |             |  |                |       |       |  |
|  | PKR Svay Rieng   | 6                | 1                | 7                |   |                |             |             |             |             |  |                |       |       |  |
|  | Shan United      | 2                | 2                | 4                |   |                |             |             |             |             |  |                |       |       |  |
|  | Shan United      | 2                | 2                | 4                |   | PKR Svay Rieng | 3           | 3           | 6           |             |  |                |       |       |  |
|  |                  |                  |                  |                  |   | PKR Svay Rieng | 3           | 3           | 6           |             |  |                |       |       |  |
|  |                  |                  | Madura United    | 0                | 3 | 3              |             |             |             |             |  |                |       |       |  |
|  | Tainan Steel     | 0                | Madura United    | 0                | 3 | 3              | 0           | 0           |             |             |  |                |       |       |  |
|  | Tainan Steel     | 0                |                  |                  |   |                |             |             |             |             |  |                |       |       |  |
|  | Madura United    | 0                | 3                | 3                |   |                |             |             |             |             |  |                |       |       |  |
|  | Madura United    | 0                | 3                | 3                |   |                |             |             |             |             |  | PKR Svay Rieng | 1     |       |  |
|  |                  |                  |                  |                  |   |                |             |             |             |             |  | PKR Svay Rieng | 1     |       |  |
|  |                  |                  | Arkadag (t.s.)   | 2                |   |                |             |             |             |             |  |                |       |       |  |
|  | Al-Arabi (t.s.)  | 1                | Arkadag (t.s.)   | 2                | 2 | 3              |             |             |             |             |  |                |       |       |  |
|  | Al-Arabi (t.s.)  | 1                |                  |                  |   |                |             |             |             |             |  |                |       |       |  |
|  | Al-Seeb          | 0                | 2                | 2                |   |                |             |             |             |             |  |                |       |       |  |
|  | Al-Seeb          | 0                | 2                | 2                |   | Al-Arabi       | 2           | 0           | 2           |             |  |                |       |       |  |
|  |                  |                  |                  |                  |   | Al-Arabi       | 2           | 0           | 2           |             |  |                |       |       |  |
|  |                  |                  | Arkadag          | 0                | 3 | 3              |             |             |             |             |  |                |       |       |  |
|  | East Bengal      | 0                | Arkadag          | 0                | 3 | 3              | 1           | 1           |             |             |  |                |       |       |  |
|  | East Bengal      | 0                |                  |                  |   |                |             |             |             |             |  |                |       |       |  |
|  | Arkadag          | 1                | 2                | 3                |   |                |             |             |             |             |  |                |       |       |  |
|  | Arkadag          | 1                | 2                | 3                |   |                |             |             |             |             |  |                |       |       |  |
|  |                  |                  |                  |                  |   |                |             |             |             |             |  |                |       |       |  |

## Cuartos de final

### Región Oeste
| 5 de marzo de 2025 | Al-Arabi         | 1:0     | Al-Seeb | Jaber Al-Mubarak Al-Hamad Stadium, Sulaibikhat                  |                                                                 |
| 21:30 UTC+03:00    | Al Salamah 90+1' | Reporte |         | Asistencia: 4327 espectadores Árbitro(s): Sultan Mohamed Yousif | Asistencia: 4327 espectadores Árbitro(s): Sultan Mohamed Yousif |

| 12 de marzo de 2025 | Al-Seeb | 2:2 (t. s.) | Al-Arabi | Al-Seeb Stadium, Al-Seeb                                   |                                                            |
| 22:00 UTC+04:00     |         | Reporte     |          | Asistencia: 4 387 espectadores Árbitro(s): Thoriq Alkatiri | Asistencia: 4 387 espectadores Árbitro(s): Thoriq Alkatiri |

| 5 de marzo de 2025 | East Bengal | 0:1     | Arkadag      | Vivekananda Yuba Bharati Krirangan, Calcuta                            |                                                                        |
| 19:00 UTC+05:30    |             | Reporte | Gurbanow 10' | Asistencia: 25 497 espectadores Árbitro(s): Mohammed Ahmed Al-Shammari | Asistencia: 25 497 espectadores Árbitro(s): Mohammed Ahmed Al-Shammari |

| 12 de marzo de 2025 | Arkadag | 2:1     | East Bengal | Estadio Ashgabat, Asjabad                                         |                                                                   |
| 15:30 UTC+05:00     |         | Reporte |             | Asistencia: 10 000 espectadores Árbitro(s): Sheikh Ahmad Alaeddin | Asistencia: 10 000 espectadores Árbitro(s): Sheikh Ahmad Alaeddin |

### Región Este
| 6 de marzo de 2025 | Preah Khan Reach Svay Rieng                                                                 | 6:2     | Shan United                            | Estadio Olímpico, Nom Pen                                   |                                                             |
| 19:00 UTC+07:00    | - Cristian 17' (pen.), 31', 58' (pen.) - Fujii 54' - Zwe Khant Min 65' (a.g.) - Ratanak 75' | Reporte | - Krya 38' (a.g.) - Efrain Rintaro 88' | Asistencia: 15 778 espectadores Árbitro(s): Hiroki Kasahara | Asistencia: 15 778 espectadores Árbitro(s): Hiroki Kasahara |

| 13 de marzo de 2025 | Shan United | 2:1     | Preah Khan Reach Svay Rieng | Estadio Thuwunna, Rangún                                   |                                                            |
| 17:00 UTC+06:30     |             | Reporte |                             | Asistencia: 550 espectadores Árbitro(s): Amir Arab Baraghi | Asistencia: 550 espectadores Árbitro(s): Amir Arab Baraghi |

| 6 de marzo de 2025 | Tainan Steel | 0:0     | Madura United | Kaohsiung Nanzih Football Stadium, Kaohsiung           |                                                        |
| 19:00 UTC+08:00    |              | Reporte |               | Asistencia: 892 espectadores Árbitro(s): Choi Hyun-jai | Asistencia: 892 espectadores Árbitro(s): Choi Hyun-jai |

| 13 de marzo de 2025 | Madura United | 3:0     | Tainan Steel | Estadio Gelora Ratu Pamelingan, Pamekasan                       |                                                                 |
| 20:30 UTC+07:00     |               | Reporte |              | Asistencia: 1 379 espectadores Árbitro(s): Zaid Thamer Mohammed | Asistencia: 1 379 espectadores Árbitro(s): Zaid Thamer Mohammed |

## Semifinales

### Región Oeste
| 9 de abril de 2025 | Al-Arabi                          | 2:0     | Arkadag | Jaber Al-Mubarak Al-Hamad Stadium, Sulaibikhat |                           |
| 19:00 UTC+03:00    | - C. John 71' - S. Al Awadi 90+4' | Reporte |         | Árbitro(s): Choi Hyun-jai                      | Árbitro(s): Choi Hyun-jai |

| 16 de abril de 2025 | Arkadag                                     | 3:0     | Al-Arabi | Estadio Ashgabat, Asjabad   |                             |
| 15:30 UTC+05:00     | S. Tirkisow 7', 90+4' · A. Annadurdyyew 58' | Reporte |          | Árbitro(s): Hiroki Kasahara | Árbitro(s): Hiroki Kasahara |

### Región Este
| 10 de abril de 2025 | Preah Khan Reach Svay Rieng                      | 3:0     | Madura United | Estadio Nacional Morodok Techo, Nom Pen |                               |
| 19:00 UTC+07:00     | - Breno Caetano 4' - B. Bounkong 6' - R. Min 89' | Reporte |               | Árbitro(s): Asker Nadjafaliev           | Árbitro(s): Asker Nadjafaliev |

| 17 de abril de 2025 | Madura United                                | 3:3     | Preah Khan Reach Svay Rieng                    | Estadio Gelora Joko Samudro, Regencia de Gresik |                        |
| 15:30 UTC+07:00     | P. Monteiro 27' · A. Irfan 58' · V. Dara 76' | Reporte | G. Silva 5' · B. Bounkong 28' · M. Ratanak 56' | Árbitro(s): Ahmed Issa                          | Árbitro(s): Ahmed Issa |

## Final
En la final, los ganadores de cada semifinal se enfrentaron entre sí, alternándose el equipo anfitrión cada temporada. El ganador obtuvo una plaza directa para la fase de grupos de la Liga de Campeones 2 de la AFC 2025-26, si aún no se ha clasificado gracias a su actuación en la liga nacional.
| 10 de mayo de 2025 | Preah Khan Reach Svay Rieng | 1:2 (t. s.) | Arkadag                               | Estadio Nacional Morodok Techo, Nom Pen |                   |
| 19:00 UTC+07:00    | K. Saret 82'                | Reporte     | M. Saparow 59' · A. Annadurdyyew 112' | Árbitro(s): H.Kim                       | Árbitro(s): H.Kim |

|                             |
| Bandera de Turkmenistán     |
| Campeón Arkadag 1.er título |